# Тюнель
Тюнель (тур. Tünel) — старовинна карликова лінія метро (відкрита в 1875 році) всього з двома станціями, розташована У фракійській (європейській) частині Стамбула. Тюнель є однією з найстаріших і однією з найкоротших ліній метро у світі.
З'єднує райони Каракьой і Бейоглу. Нижня станція називається Каракьой, а верхня станція Тюнель Майдані (Tünel Meydanı) — розташована на нижньому кінці Істіклял Авеню.
Довжина лінії — 573 метри, на лінії курсують всього два вагончики. По конструктивному виконанні даний вид транспорту є підземним фунікулером. Поїздка між двома станціями займає 1,5 хвилини, плюс дві додаткові хвилини очікування між операціями, щоб пасажири зайшли до вагону. Крейсерська швидкість вагону становить 25 км/год. Щодня Тюнель перевозить 15 000 осіб, за рік вагончики долають відстань в 37 066 км.
Тюнель було спроектовано французьким інженером Еженом Анрі Гаваном і спільно з англійцями побудовано у 1871—1875 роках. Офіційне відкриття Тюнелю відбулося 17 січня 1875. У перший рік роботи підземки міське населення боялося їздити по цій підземній трасі. Для вирішення цієї проблеми було введено додатковий вагон, який перевозив тварин. В результаті було продемонстровано, що даний вид транспорту безпечний.
У 1910 році Тюнель було електрифіковано, до того часу вагончики рухалися на кінній тязі. У 1939 році Тюнель націоналізовано і він став частиною швидкісної транспортної системи міста, IETT (İstanbul Elektrik Tramvay ve Tünel). У 1971 році Тюнель було відремонтовано і модернізовано, старі дерев'яні вагони були замінені новими. На разі Тюнель функціонує поряд із звичайним (і повністю незалежним від нього) метрополітеном (див. Стамбульський метрополітен), відкритим у 2000 році (одна лінія з 6 станцій), а також з розвиненішим Стамбульським легким метрополітеном, який з'явився у 1989 році.

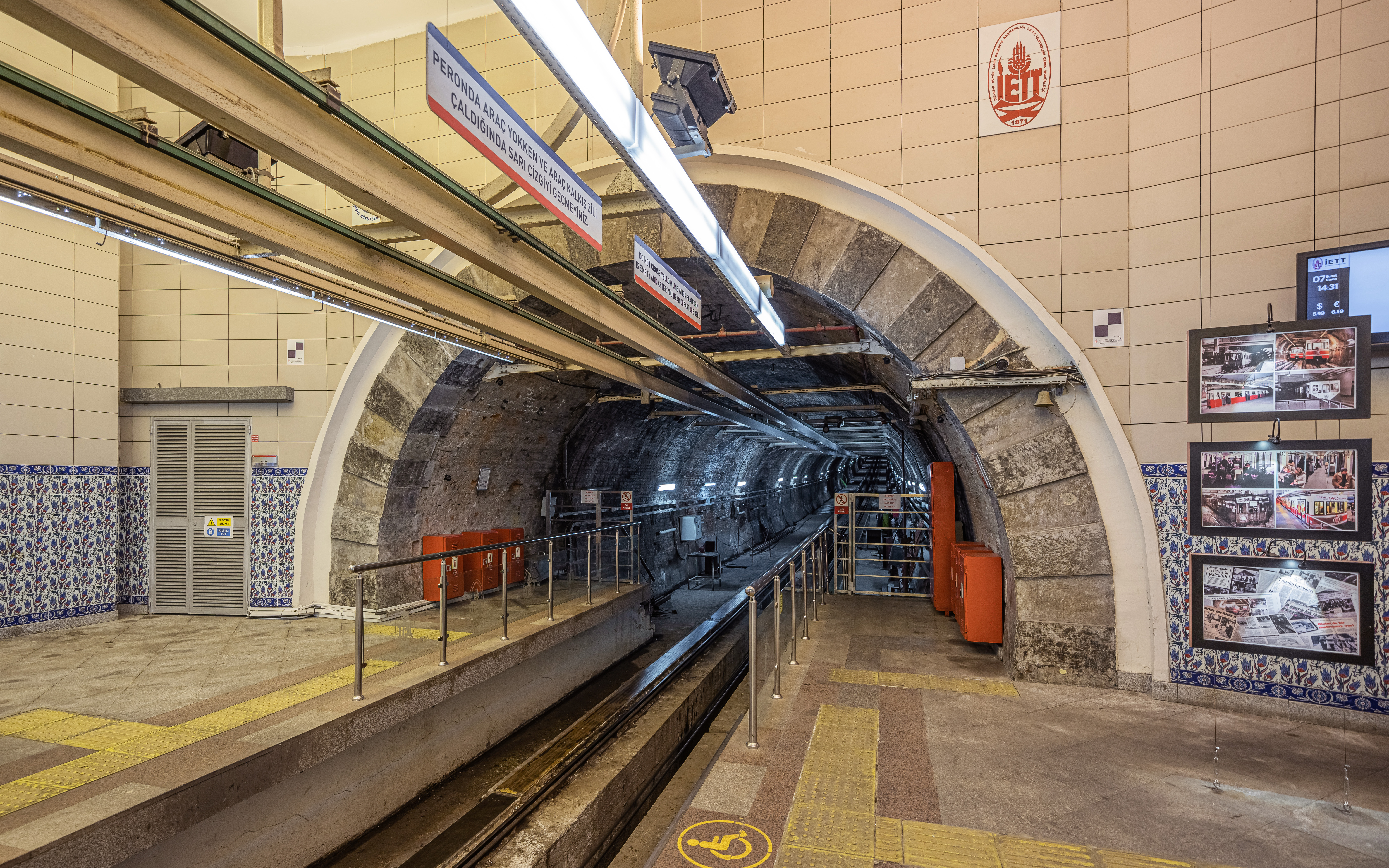
Тюнель: вигляд тунелю

В історії Тюнеля є і чорна дата — 6 липня 1943 року, коли через вихід з ладу електричного кабелю одна людина загинула і 6 осіб отримали поранення.